# Schwarzenberg, Land Salzburg
Schwarzenberg är ett berg i Österrike.   Det ligger i distriktet Salzburg-Umgebung och förbundslandet Salzburg, i den centrala delen av landet, 250 km väster om huvudstaden Wien. Toppen på Schwarzenberg är 1 334 meter över havet, eller 685 meter över den omgivande terrängen. Bredden vid basen är 6,2 km.
Terrängen runt Schwarzenberg är huvudsakligen kuperad. Runt Schwarzenberg är det ganska tätbefolkat, med 139 invånare per kvadratkilometer.. Närmaste större samhälle är Salzburg, 8,7 km väster om Schwarzenberg. 
I omgivningarna runt Schwarzenberg växer i huvudsak blandskog.